# Malaysische Snooker-Meisterschaft
Die malaysische Snooker-Meisterschaft ist ein Wettbewerb zur Ermittlung des Landesmeisters in der Billardvariante Snooker in Malaysia.

## Geschichte
Die nationale Snooker-Meisterschaft in Malaysia wurde erstmals 1986 ausgetragen und fand danach jährlich statt. 2001, 2011, 2012 und 2018, sowie coronabedingt 2020 und 2021 gab es keinen Wettbewerb. 2024 wurde somit der 33. Meistertitel vergeben; austragender Verband ist die Malaysian Snooker & Billiards Federation.

## Titelträger
Rekordtitelträger sind Sam Chong, der zwischen 1989 und 1999 fünf Titel holte, und Thor Chuan Leong, der 2009 erstmals gewann. Damals war er 21 Jahre alt und damit der jüngste Titelträger in der Meisterschaftsgeschichte. Elvin Lean ist der älteste Titelträger, bei seinem Sieg im Jahr 2015 war 52 Jahre alt. Damit verbesserte er den Rekord von Ng Ann Seng, der 2005 im Alter von 47 Jahren malaysischer Meister wurde. Liew Kit Fatt gewann von 1991 bis 1993 als einziger Spieler den Titel dreimal in Folge.
| Nr. | Jahr | Sieger                      | Ergebnis          | Gegner                      |
| --- | ---- | --------------------------- | ----------------- | --------------------------- |
| 1   | 1986 | Peter Chin                  | unbekannt         | unbekannt                   |
| 2   | 1987 | Moh Loon Hong               | unbekannt         | unbekannt                   |
| 3   | 1988 | Benjamin Choo               | unbekannt         | unbekannt                   |
| 4   | 1989 | Sam Chong                   | unbekannt         | unbekannt                   |
| 5   | 1990 | Sam Chong                   | unbekannt         | unbekannt                   |
| 6   | 1991 | Liew Kit Fatt               | unbekannt         | unbekannt                   |
| 7   | 1992 | Liew Kit Fatt               | unbekannt         | Yong Kien Foot (John Yong)  |
| 8   | 1993 | Liew Kit Fatt               | unbekannt         | unbekannt                   |
| 9   | 1994 | Sam Chong                   | unbekannt         | Ooi Chin Kay                |
| 10  | 1995 | Sam Chong                   | unbekannt         | Ooi Chin Kay                |
| 11  | 1996 | Elvin Lean                  | unbekannt         | unbekannt                   |
| 12  | 1997 | Ooi Chin Kay                | unbekannt         | Patrick Ooi                 |
| 13  | 1998 | Ng Ann Seng                 | 8:5               | Sam Chong                   |
| 14  | 1999 | Sam Chong                   | 8:5               | Ng Ann Seng                 |
| 15  | 2000 | Ng Ann Seng                 | 8:4               | Sam Chong                   |
| –   | 2001 | nicht ausgetragen           | nicht ausgetragen | nicht ausgetragen           |
| 16  | 2002 | Patrick Ooi                 | 6:1               | Lee Poh Soon (Benjamin Lee) |
| 17  | 2003 | Ooi Chin Kay                | 6:4               | Sam Chong                   |
| 18  | 2004 | Chew Lean Teng              | unbekannt         | Mohd Reza Hassan            |
| 19  | 2005 | Ng Ann Seng                 | 6:2               | Mohd Reza Hassan            |
| 20  | 2006 | Patrick Ooi                 | 6:4               | Lee Hwa Meng                |
| 21  | 2007 | Lee Poh Soon (Benjamin Lee) | 6:5               | Sam Chong                   |
| 22  | 2008 | Yong Kien Foot (John Yong)  | 6:4               | Thor Chuan Leong            |
| 23  | 2009 | Thor Chuan Leong            | 6:2               | Mohd Reza Hassan            |
| 24  | 2010 | Moh Keen Hoo                | 6:3               | Lai Chee Wei                |
| –   | 2011 | nicht ausgetragen           | nicht ausgetragen | nicht ausgetragen           |
| –   | 2012 | nicht ausgetragen           | nicht ausgetragen | nicht ausgetragen           |
| 25  | 2013 | Thor Chuan Leong            | 6:0               | Iniesta Lim                 |
| 26  | 2014 | Thor Chuan Leong            | 7:3               | Iniesta Lim                 |
| 27  | 2015 | Elvin Lean                  | 6:4               | Saiful Bahari               |
| 28  | 2016 | Thor Chuan Leong            | 6:0               | Mohd Reza Hassan            |
| 29  | 2017 | Thor Chuan Leong            | 6:2               | Mohd Reza Hassan            |
| –   | 2018 | nicht ausgetragen           | nicht ausgetragen | nicht ausgetragen           |
| 30  | 2019 | Lim Kok Leong               | 6:4               | H’ng Yuan Yew               |
| –   | 2020 | nicht ausgetragen           | nicht ausgetragen | nicht ausgetragen           |
| –   | 2021 | nicht ausgetragen           | nicht ausgetragen | nicht ausgetragen           |
| 31  | 2022 | Lim Kok Leong               | 8:5               | Thor Chuan Leong            |
| 32  | 2023 | Mohd Reza Hassan            | 8:0               | Saiful Bahari               |
| 33  | 2024 | Lim Kok Leong               | 8:2               | Mohd Reza Hassan            |